# Cal Motxo (Pradell de la Teixeta)
Cal Motxo és un habitatge de Pradell de la Teixeta (Priorat) inclosa a l'Inventari del Patrimoni Arquitectònic de Catalunya.

## Descripció
Edifici bastit de maçoneria arrebossada i pintada, de planta baixa, dos pisos i golfes. La façana, que dona també al carrer Nou, té la porta principal al primer carrer. Un nombre elevat d'obertures, disposades asimètricament sobre la façana, li confereixen un aspecte poc elaborat. El que sí cal destacar és la porta, de pedra i arc rebaixat, sobre la qual figura la data de 1805. Ha estat restaurat recentment.